# Беккі Вайлд
Беккі Вайлд (31 грудня 1997 , Тонтон, Південно-Західна Англія ) — британська веслувальниця, бронзова призерка Олімпійських ігор 2024 року.

## Виступи на Олімпіадах
| Олімпіада  | Дисципліна   | Місце |
| ---------- | ------------ | ----- |
| Париж 2024 | парні двійки | 3     |

## Зовнішні посилання
- Беккі Вайлд на сайті World Rowing (англійська)
- Беккі Вайлд на сайті Olympics.com (англійська)
- Беккі Вайлд на сайті British Olympic Association (англійська)